# Urothemis luciana
Urothemis luciana – gatunek ważki z rodziny ważkowatych (Libellulidae). Występuje w południowo-wschodniej Afryce – stwierdzony jedynie w Mozambiku i prowincji KwaZulu-Natal w RPA.
Imago lata od grudnia do końca kwietnia. Długość ciała 44–46,5 mm. Długość tylnego skrzydła 38–39 mm.